# Гребеники (пам'ятка природи)
Гребе́ники — геологічна пам'ятка природи місцевого значення в Україні. Розташована в межах Роздільнянського району Одеської області, в околицях села Гребеники. 
Площа 0,3 га. Територія заповідана у 1972 р. 
Пам'яткою природи є оголені в яру залишки нижньомеотичної гіпаріонової фауни. Під час будівництва дамби в околицях села Гребеники були виявлені викопні залишки рослин і тварин. Експонати зберігаються в палеонтологічному музеї Одеси та музеях інших міст України та суміжних країн.
В даний час на території відсутні знаки з інформацією про охоронний статус пам'ятки природи.

## Охорона природи
З околиць села Гребеники в середині тридцятих років XX століття була вперше відмічена та описана для науки рідкісна, ендемічна для Західного Причорномор'я рослина — пізньоцвіт Фоміна (Colchicum fominii). На жаль, немає сучасних підтвержденнь щодо існування цього виду в околицях села Гребеники. Пізньоцвіт Фоміна занесений до Червоної книги України та включений до додатку Бернської конвенції. 

## Галерея

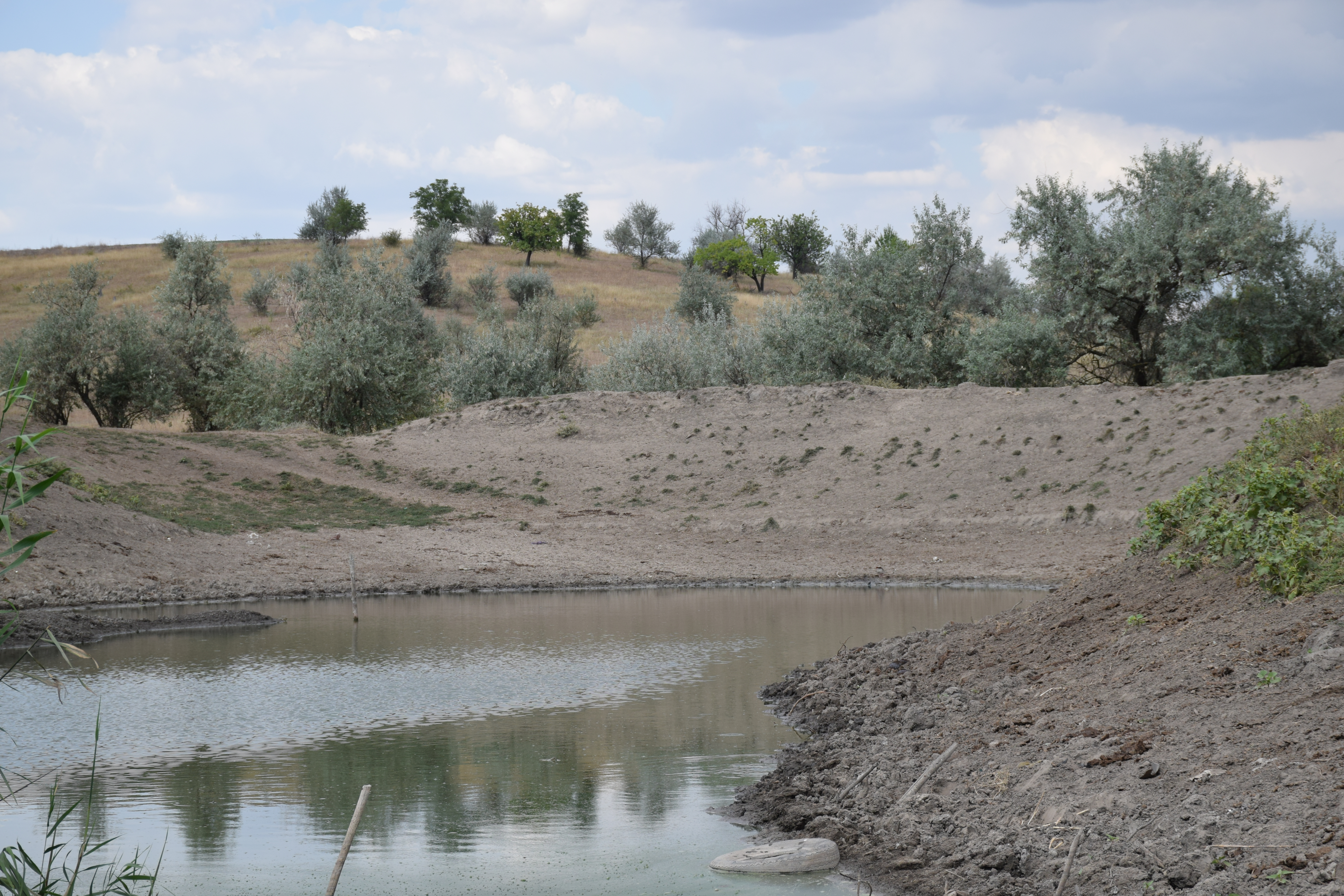
Дамба та водойма біля неї
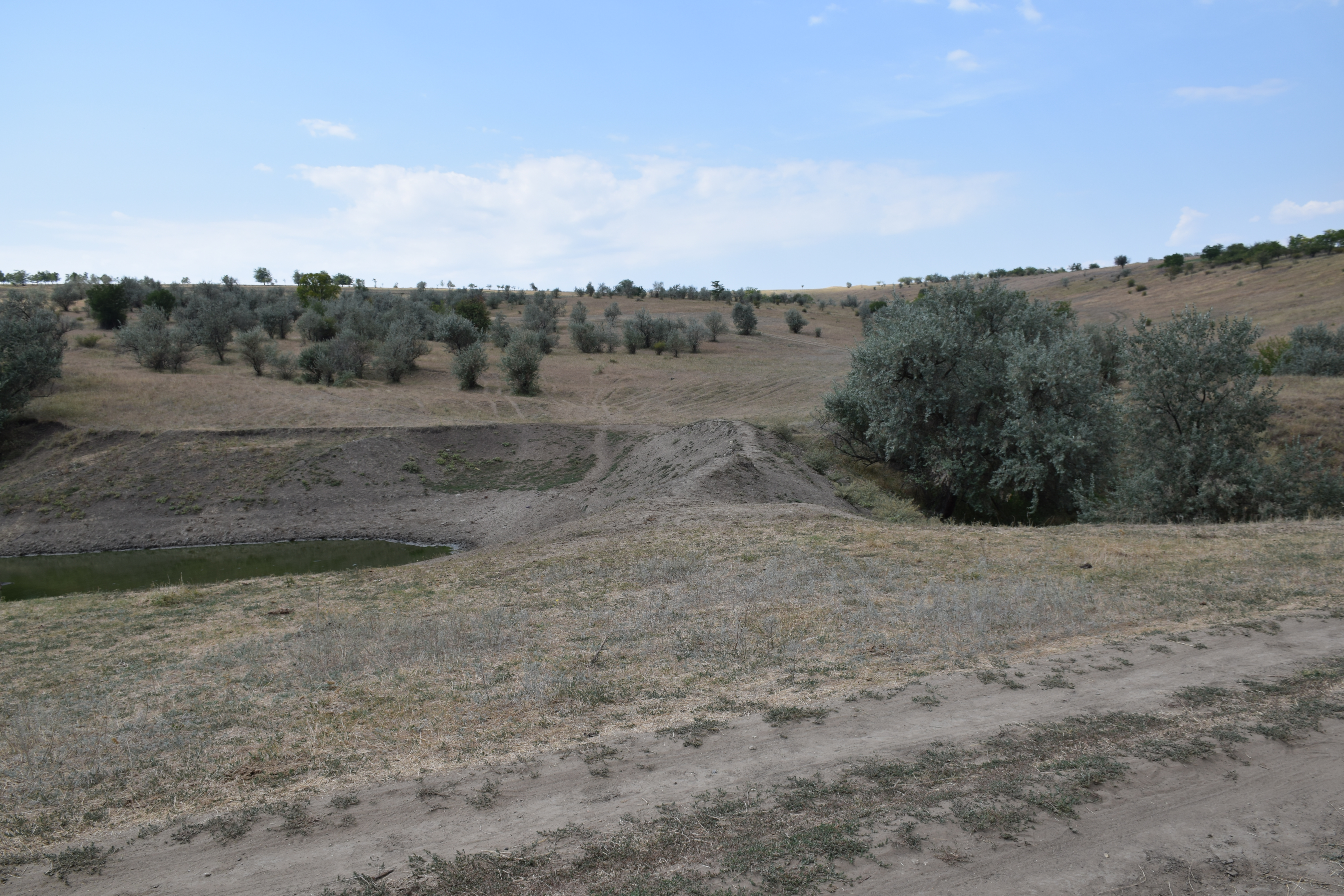
Геологічна пам'ятка природи біля с. Гребеники
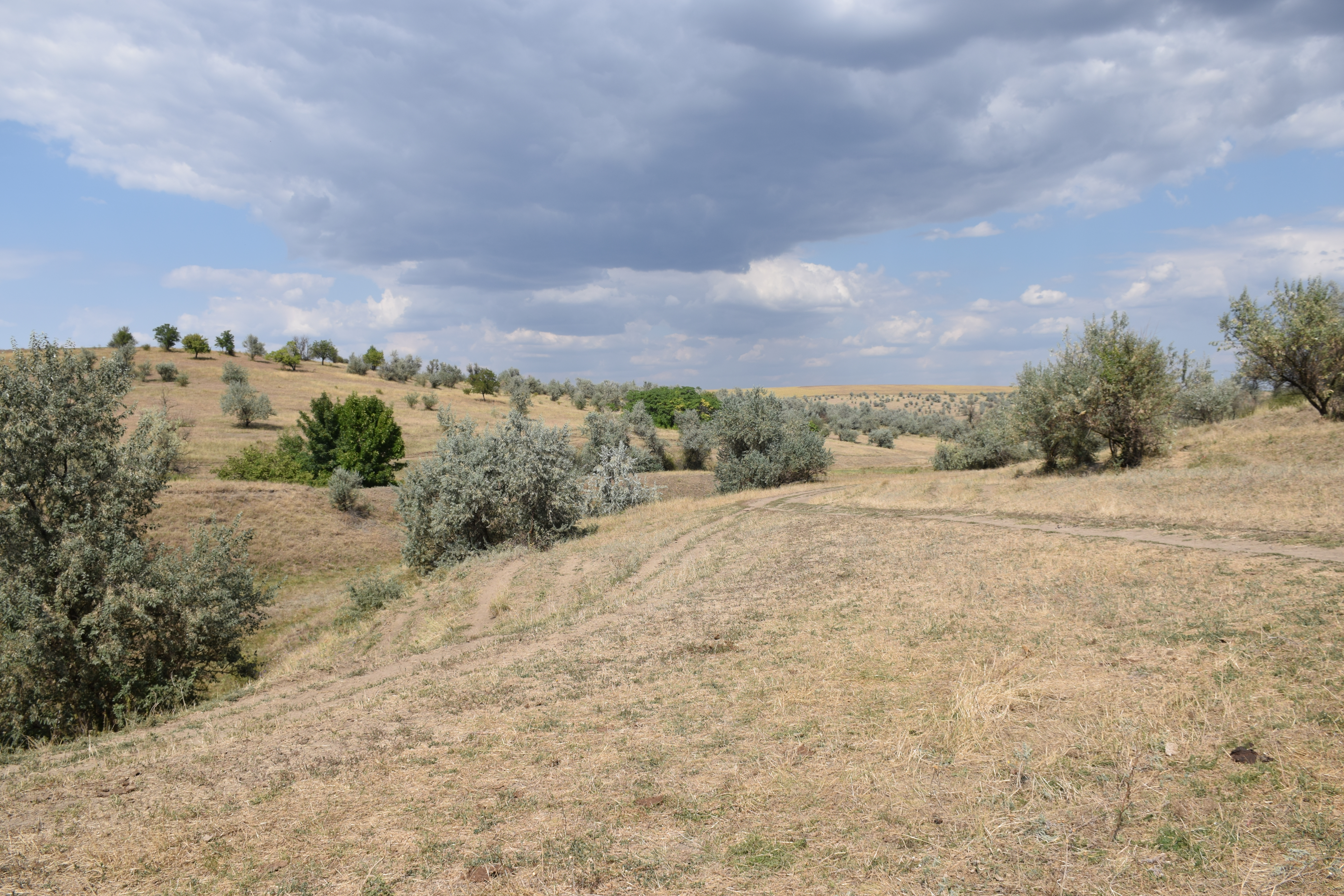
Краєвид в околицях с. Гребеники біля геологічної пам'ятки природи
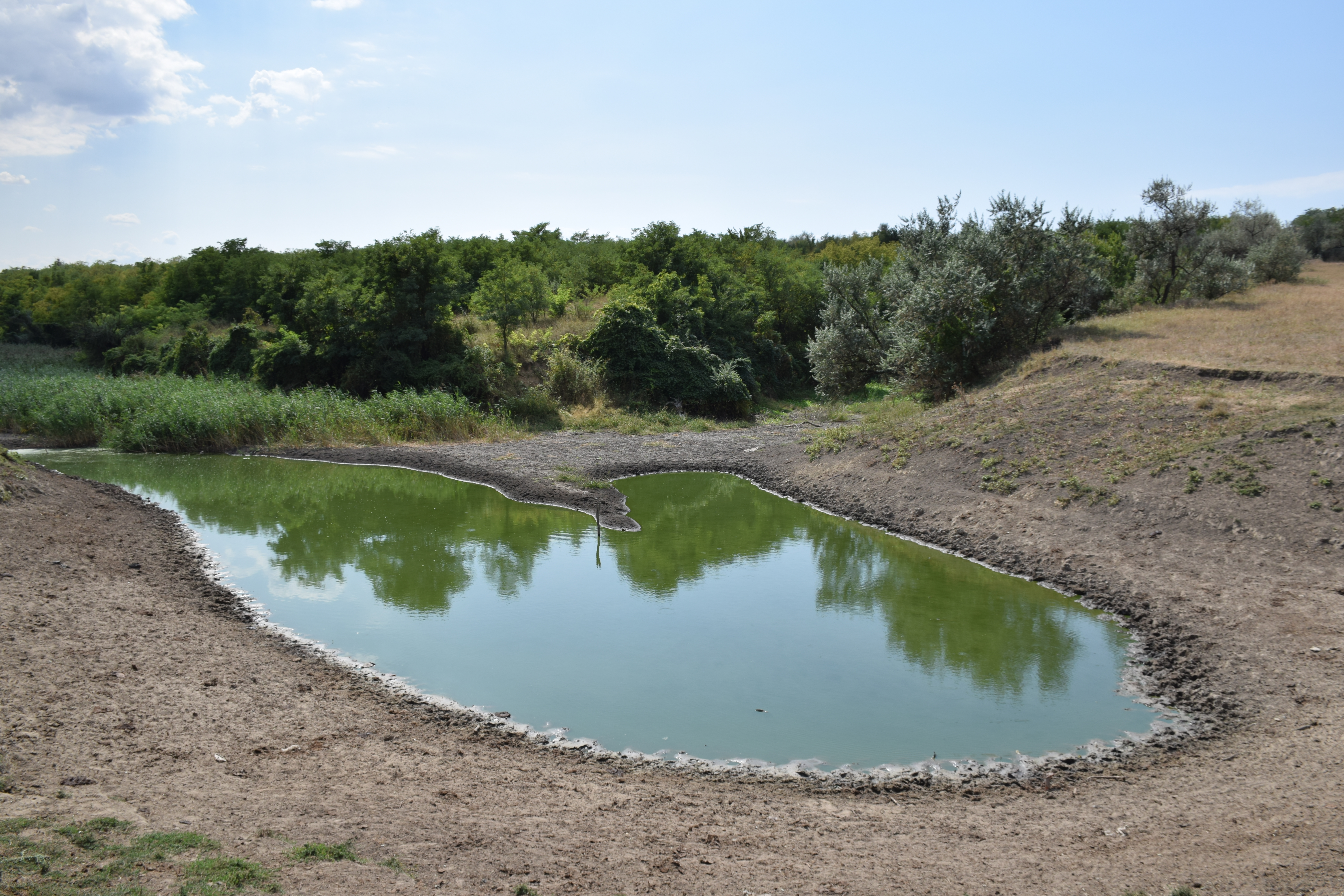
Водойма, утверена в результаті будівництва дамби
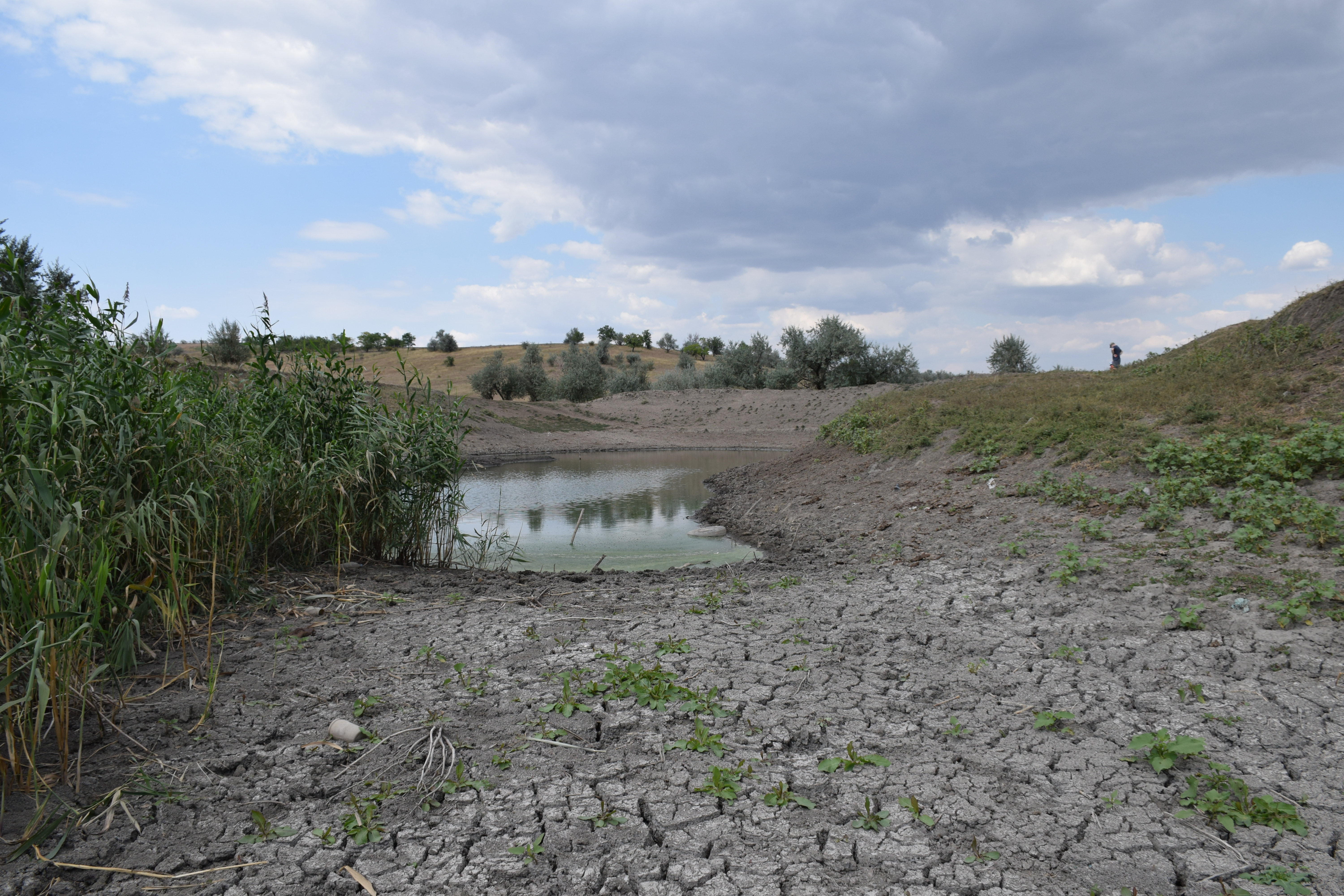
Водойма біля дамби